# Harambe (Gorilla)
Harambe (* 27. Mai 1999 in Brownsville, Texas; † 28. Mai 2016 in Cincinnati, Ohio) war ein westlicher Flachlandgorilla, der am 28. Mai 2016 im Zoo von Cincinnati im US-Bundesstaat Ohio erschossen wurde, nachdem ein dreijähriger Junge in das Gehege gefallen war. Die Erschießung Harambes fand ein weltweites Echo in den Medien und führte zu kontroversen Diskussionen in den sozialen Medien.

## Geschichte
Harambe wurde am 27. Mai 1999 im Gladys Porter Zoo in Brownsville im Süden Texas’ geboren. Er wurde nach dem Song Harambe (Working Together for Freedom) von Rita Marley benannt. Im September 2014 kam Harambe in den Cincinnati Zoo and Botanical Garden.
Am 28. Mai 2016 fiel ein dreijähriger Junge in den flachen Wassergraben des Gorillageheges. Wärter riefen die drei Gorillas im Freigehege sofort ins Gebäude zurück. Die beiden weiblichen Tiere folgten den Anweisungen, nicht jedoch der rund 200 Kilogramm schwere Harambe. Er stieg zu dem Kind in den Wassergraben. Harambe zog das Kind am Bein durchs Wasser, während die Wärter und Zuschauer auf ihn einriefen. Dann brachte er das Kind über eine Leiter ins Trockene. Es wurde beschlossen, das Tier zum Schutz des Kindes zu erschießen. Ein Gewehrschuss tötete Harambe; das Kind hatte er zu diesem Zeitpunkt bei sich. Das Kind überlebte.

## Kontroverse
Es wurde in den sozialen Medien diskutiert, ob die Tötung gerechtfertigt war. Die Eltern des Kindes wurden beschuldigt, für den Tod des Gorillas verantwortlich zu sein. Sowohl gegen den Zoo als auch gegen die Eltern des Kindes wurden Untersuchungen eingeleitet; in beiden Fällen kam es nicht zu Verurteilungen.
Der Zwischenfall wurde von Zuschauern gefilmt und auf YouTube veröffentlicht. Die Primatenforscherin Jane Goodall sah das Video als Beleg, dass der Gorilla das Kind schützen wollte. Später verteidigte sie jedoch die Entscheidung zur Tötung des Gorillas, da bei Aufeinandertreffen von Menschen mit wilden Tieren bisweilen Entscheidungen über Leben und Tod getroffen werden müssten. Die Tötung Harambes führte zur Entstehung etlicher Internet-Memes, die sich schnell verbreiteten, mit Slogans wie zum Beispiel „Dicks out for Harambe“ („Schwänze raus für Harambe“, vom Komiker Brandon Wardell geschaffen) und „Bush did Harambe“ („Bush machte Harambe“, eine Anspielung auf Verschwörungstheorien zum 11. September 2001). Harambe wurde gar als Kandidat für die US-Präsidentschaftswahlen vorgeschlagen. Im August 2016 äußerte sich der Direktor des Zoos von Cincinnati zu den Vorgängen im Internet: „Wir sind nicht erfreut über die Memes, Petitionen und Schilder über Harambe“.